# Mercedes-Benz W123
Mercedes-Benz W123 – samochód osobowy klasy średniej-wyższej, który był produkowany od 13 listopada 1975 roku do 15 stycznia 1986 roku przez firmę Mercedes-Benz. Potocznie nazywany beczką. Wyprodukowano 2 696 915 egzemplarzy modelu (2 397 514 sedanów, 99 884 coupé i 199 517 kombi). Pojazd występował jako: sedan (W123) – trzy serie, coupé (C123), kombi (S123 T) oraz przedłużana limuzyna (V123).

## Historia i opis modelu
Koniec produkcji przypada na rok 1986, w tym roku Mercedes produkował tylko wersję kombi. W modelu montowano silniki Diesla o pojemności skokowej 2000, 2200, 2400, 3000, oraz benzynowe 2000, 2300 (wersja gaźnikowa i z wtryskiem), 2500 i 2800 (tak jak 2300 – gaźnik lub wtrysk) centymetrów sześciennych. W późniejszym okresie oferowano również trzylitrowego turbodiesla (dostępny w Europie tylko w kombi; turbodiesel w sedanie i coupé był zarezerwowany na rynek amerykański).

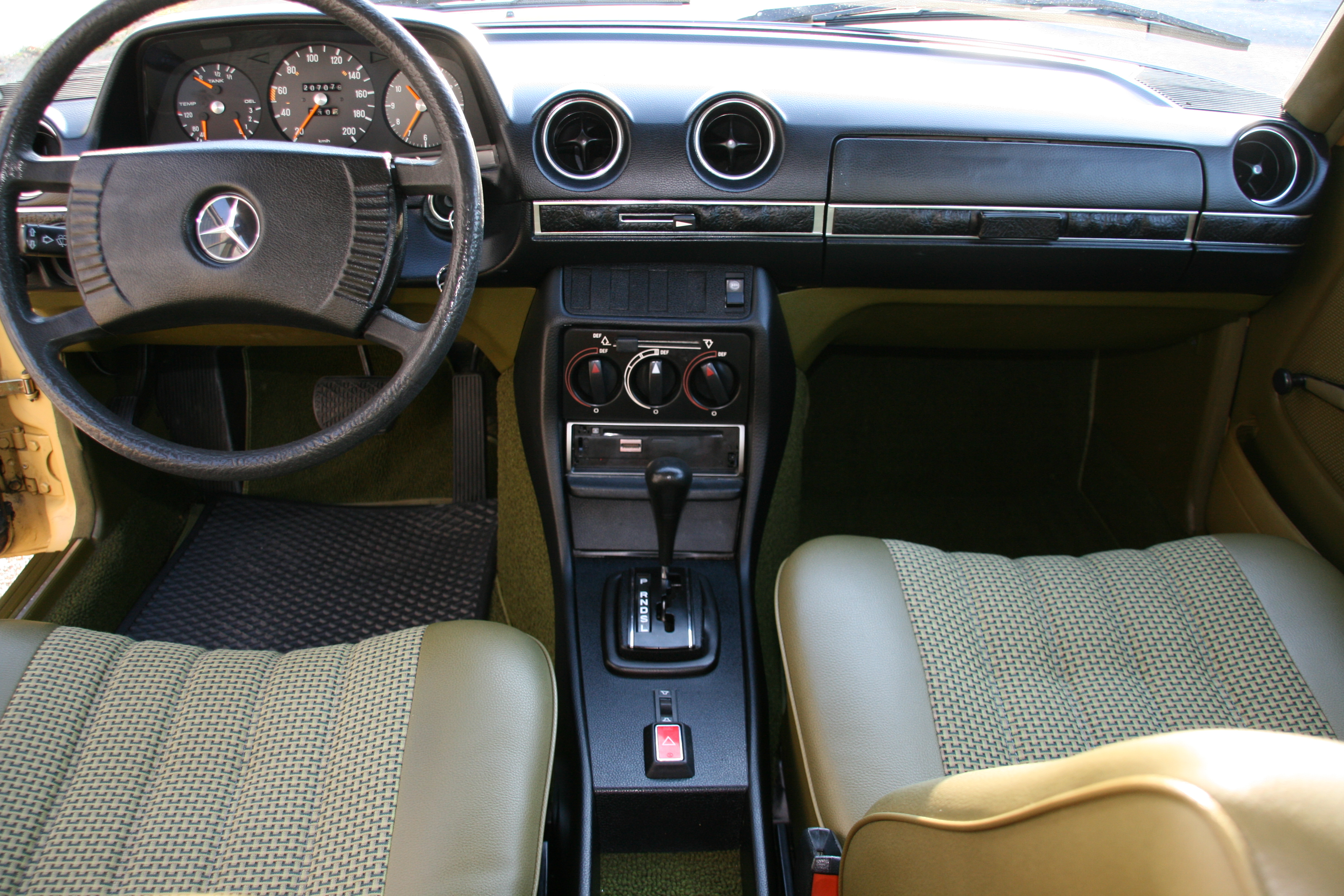
Deska rozdzielcza pierwszej serii

Przez lata zmieniały się szczegóły auta, począwszy od wnętrza (m.in. inna średnica pokręteł regulacji ogrzewania, inne wzory tapicerki – początkowo charakterystyczne „kwadraty”, później „jodełka”, a nawet niewielkie zmiany tablicy rozdzielczej – starsze posiadają napisy np. oil, fuel itd. nowsze mają już oznaczenia graficzne), a skończywszy na wyglądzie zewnętrznym auta – głównie reflektory, które pod koniec roku 1982 zyskały kształt prostokątów (wcześniej montowany wyłącznie w „bogatszych” wersjach silnikowych, jak 280 i 280E), zamiast okrągłych, podwójnych „oczu”, oraz kierunkowskazy różniące się odcieniem plastiku (starsze, produkowane przez Bosch – ciemne; nowsze, marki Hella – jaśniejsze).
W owym czasie była to bardzo luksusowa limuzyna, co zresztą można zauważyć po długiej liście możliwego wyposażenia dodatkowego. Widniała na niej np. automatyczna skrzynia biegów z tempomatem, samopoziomujące zawieszenie dla wersji kombi i coupé, ogrzewanie postojowe, a nawet półautomatyczna klimatyzacja. Opcjonalnie do modelu W123 można było zamówić system ABS oraz poduszkę powietrzną dla kierowcy. Żywotność tego modelu jest legendarna, zdarzają się egzemplarze z przebiegiem ponad miliona kilometrów, które nie sprawiały większych problemów technicznych.  
Mercedes-Benz W123 na przełomie lat 70. i 80. XX wieku był w Niemczech popularnym pojazdem. Na niektóre wersje kupujący musiał czekać nawet trzy lata. Roczny używany egzemplarz osiągał na rynku samochodów używanych cenę wyższą niż nowy model w salonie. W roku 1980 W123 był najchętniej kupowanym samochodem na rynku niemieckim – tylko w ciągu jednego roku znalazł aż 202 892 nabywców.

## Wersje nadwoziowe

### Coupé

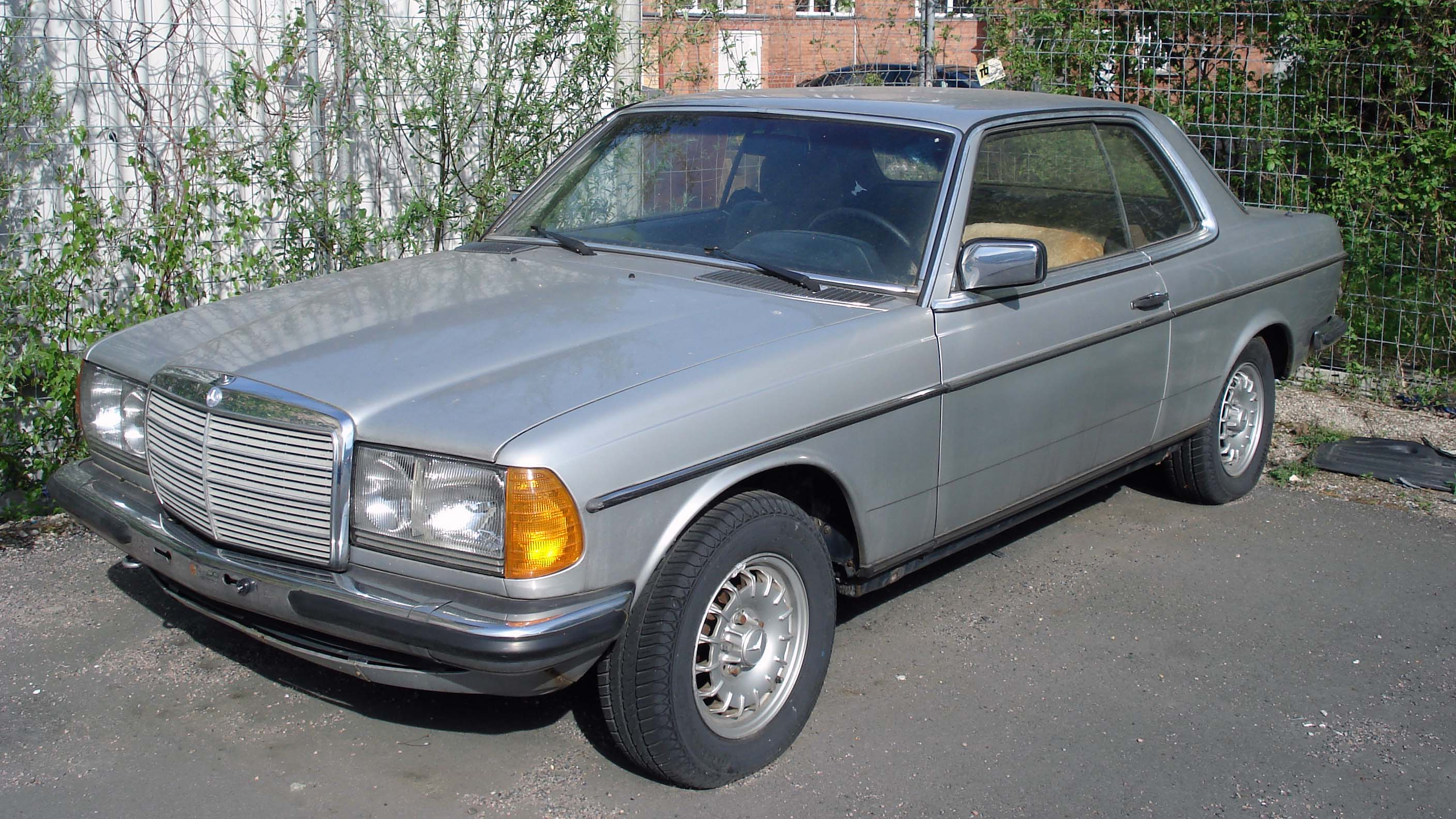
Mercedes-Benz W123 coupé

W 1977 roku program serii 123 został rozszerzony przez trzy nowe warianty nadwozia. Pierwszym z nich była zaprezentowana na marcowym salonie samochodowym w Genewie intrygująca stylistycznie wersja coupé. Trzy nowe modele 230C, 280C i 280CE zastąpiły poprzedzające je modele W114 coupé, których produkcja dobiegła końca między czerwcem a sierpniem 1976 roku. Jak poprzednio, nowe coupé były ogólnie bardzo zbliżone konstrukcyjnie i stylistycznie do sedanów. W przeciwieństwie jednak do serii W114, gdzie coupé oparte było na nieskróconej płycie nadwozia czterodrzwiowego, coupé W123 miało zmniejszony rozstaw osi o 85 mm w stosunku do limuzyny. Ta cecha czyniła je stylistycznie bardziej niezależnym i jednorodnym, a tym samym atrakcyjniejszym dla nabywców. Szczególnie tylna część stała się smuklejsza i mniej dominująca, dzięki czemu całe nadwozie coupé było bardziej harmonijne. Zmiany w szkielecie nadwozia, zawieszeniu i wyposażeniu mechanicznym w stosunku do W114 kształtowały się podobnie jak w wersji sedan. Elementy wyposażenia zewnętrznego zaczerpnięto z „topowych” sedanów, czyli 280 i 280E, wszystkie trzy coupé miały zatem szerokie prostokątne lampy przednie, chromowany wlot powietrza do kabiny i chromowane listwy pod lampami tylnymi. Najsłabszy spośród nich, 230C, miał silnik o czterech jedynie cylindrach i mocy 109 KM, co było wystarczające do jazdy komfortowej ale bez ekstrawagancji. Takie stwierdzenie, ale z przymrużeniem oka można by odnieść do wprowadzonego we wrześniu 1977 roku modelu 300CD, ze znanym z wersji sedan pięciocylindrowym silnikiem Diesla o mocy „aż” 80 KM. Ten wręcz dziwaczny model, będący hybrydowym połączeniem luksusowego nadwozia z mało eleganckim i słabym silnikiem, przeznaczony był wyłącznie na rynek USA. Podobnie jak W116 300SD, wprowadzony został do produkcji ze względu na nowe amerykańskie przepisy limitujące średnie zużycie paliwa dla wszystkich dostępnych na rynku USA osobowych Mercedesów. Modele „niskokonsumpcyjne” jako przeciwwaga do tych o największych pojemnościach i największym zużyciu paliwa pozwalały utrzymać sprzedaż tych ostatnich bez przekraczania norm.

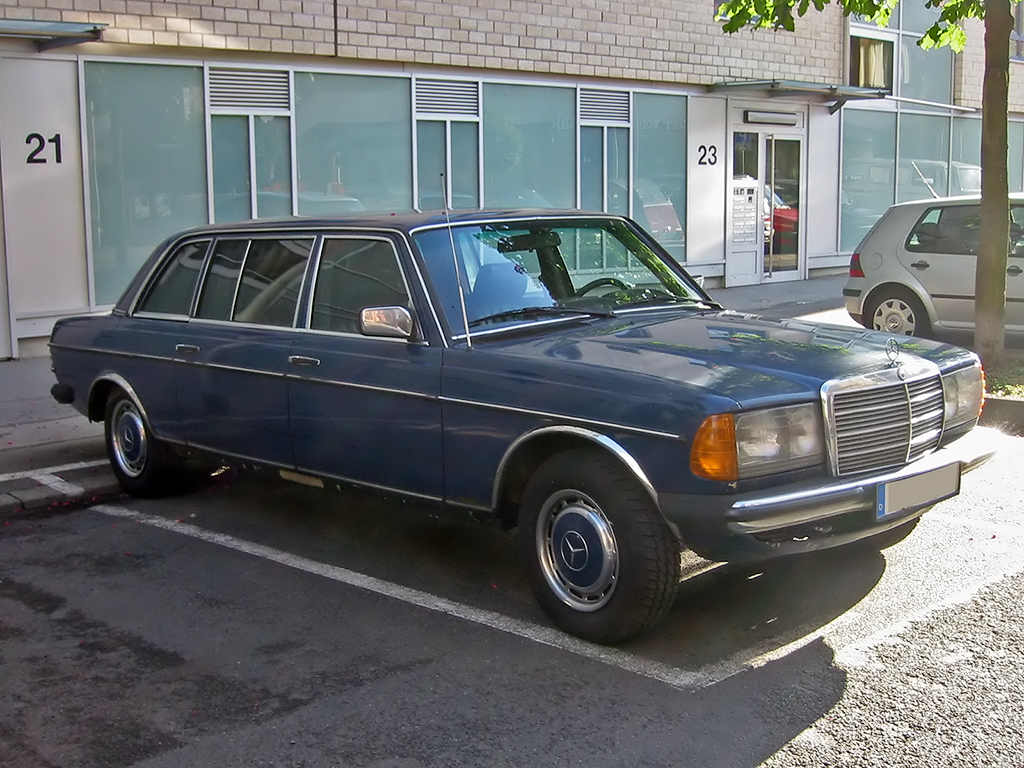
Mercedes-Benz W123 Long

### Long
Kolejną odmianą W123 wprowadzoną w sierpniu 1977 roku były modele 7/8-io miejscowe o przedłużonym rozstawie osi: 240D, 300D i 250. Podobnie jak ich poprzednicy z rodziny W115, były używane głównie przez taksówkarzy i firmy zajmujące się transportem osób.

### Kombi

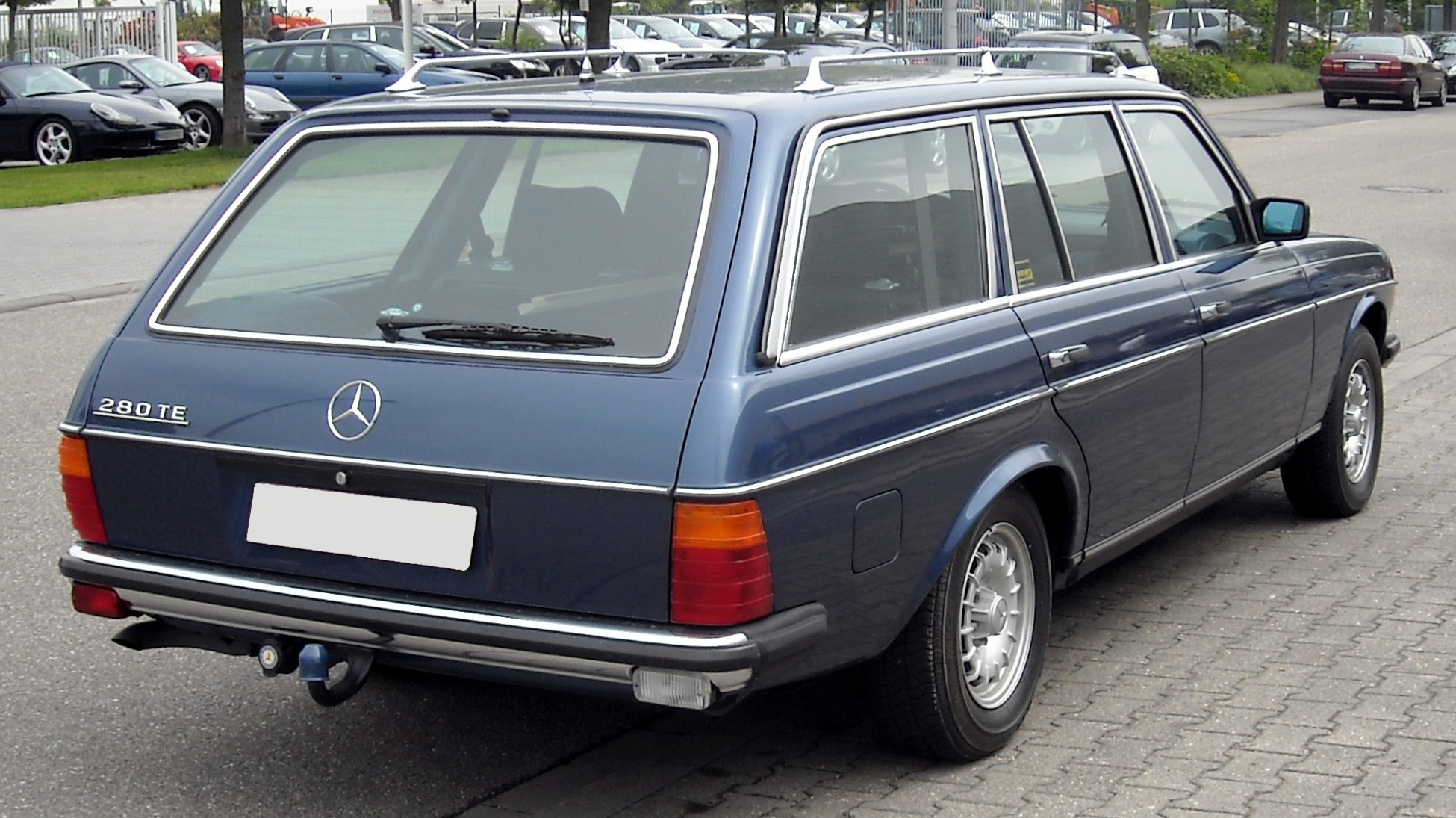
Mercedes-Benz W123 T

Ostatecznie we wrześniu 1977 roku na pokazie we Frankfurcie zaprezentowano czwarty wariant nadwozia W123 – oznaczone literą T kombi. T oznaczało turystykę i transport. Wariant ten po raz pierwszy został włączony do oficjalnego programu produkcji, w poprzednich rodzinach Mercedesów kombi dostępne były jedynie jako wersje specjalne, produkowane przez niezależne firmy na bazie nadwozia częściowego. Od kwietnia 1978 roku produkcja kombi przeniesiona została do zakładów w Bremie. Zakłady te, produkujące dotychczas samochody dostawcze, stopniowo zostały przestawione na montaż samochodów osobowych. Modele T stylistycznie i technicznie nawiązywały do sedanów, na których były oparte. Z wyjątkiem podniesionej tylnej części i związanych z tym zmian konstrukcyjnych innych różnic w nadwoziu, układzie hamulcowym i jednostkach napędowych nie było. Ze względu na zwiększony dopuszczalny nacisk na tylną oś, różnica była w tylnym zawieszeniu, które jako dodatek w standardzie otrzymało hydropneumatyczny układ poziomujący. Mercedesy W123 kombi spotkały się od razu z bardzo przychylnym przyjęciem na rynku. Z chwilą wprowadzenia zaoferowane były w pięciu wersjach silnikowych: 240TD, 300TD, 230T, 250T i 280TE. Zewnętrznie model z silnikiem 2,8 litra odróżniał się od pozostałych takimi samymi szczegółami jak w przypadku wersji sedan i coupé.
| Nazwa wersji | Moc (KM) |
| ------------ | -------- |
| 200          | 94-109   |
| 230          | 109      |
| 230E         | 136      |
| 250          | 129-140  |
| 280          | 156      |
| 280E         | 177-185  |

## Silniki
W latach 1978–1980 miało miejsce szereg zmian w konstrukcji silników. W kwietniu 1978 roku przez zwiększenie stopnia sprężania zwiększona została moc w 280E ze 177 do 185 KM, a w sierpniu 65-konny 240D zyskał dodatkowych 7 KM. W lutym 1979 roku w najsłabszym z montowanych w W123 silników – 200D moc z 55 KM wzrosła do 60 KM, i w związku z tym w marcu wycofano z produkcji 60-konny 220D. We wrześniu 1979 roku zwiększyła się moc silnika 300D z 80 do 88 KM (poprzez zmiany w pompie wtryskowej) i gaźnikowego 250 z 129 do 140 KM. Dziewięć miesięcy później, w czerwcu 1980 roku, wprowadzono trzy nowe silniki. Pierwszym był 300D turbodiesel z turbosprężarką napędzaną spalinami (125 KM), znany od prawie dwóch lat w S-klasie (W116 300SD), dostępny na razie tylko w kombi. 300TD turbodiesel był pierwszym osobowym Mercedesem z turbiną przeznaczonym dla krajowych odbiorców. Stał się również najdroższym ze wszystkich oferowanych modeli W123, dlatego upodobniono go zewnętrznymi szczegółami do dotychczas najbardziej luksusowych modeli z silnikami 2,8 litra. Od sierpnia 1981 roku doładowany silnik dostępny był też w sedanie i coupé, jednak tylko w egzemplarzach przeznaczonych na rynek USA, gdzie ze względu na zaostrzające się ograniczenia w 1982 roku zaprzestano eksportu 280E i 280CE.
Następnymi zaprezentowanymi jednostkami napędowymi były całkiem nowe czterocylindrowe benzynowe M102 – gaźnikowy 200 (109 KM) i zasilany mechanicznym wtryskiem 230E (136 KM). Zajęły one miejsce dobrze znanych silników M115: 200 (94 KM) i 230 (109 KM). Jak poprzednio, była to ta sama konstrukcja różniąca się skokiem tłoka. Przy projektowaniu duży nacisk położono na maksymalne zmniejszenie wysokości, tak aby silnik można było zastosować również w bardziej opływowych nadwoziach przyszłych generacji. Mimo zwiększonej o 15 do 25% mocy, zużycie paliwa zmalało o około 10%. W związku ze zmianą zasilania w nowym silniku 2,3-litrowym z gaźnikowego na wtryskowe, auta wyposażone w jednostki o tej pojemności zmieniły nazwy: 230 na 230E, 230C na 230CE i 230T na 230TE. W lipcu 1981 roku zaprzestano produkcji gaźnikowej wersji silnika 280, pozostawiono jedynie jego wersję wtryskową – 280E, a w sierpniu wycofano z produkcji model 250
| Nazwa wersji | Moc (KM) |
| ------------ | -------- |
| 200D         | 55-60    |
| 220D         | 60       |
| 240D         | 65-72    |
| 300D         | 80-88    |
| 300D TURBO   | 125      |

## Facelifting
We wrześniu 1982 roku wszystkie produkowane modele W123 przeszły modernizację. Między innymi otrzymały znane z 280 i 280E prostokątne przednie lampy zespolone, wspomaganie kierownicy w standardzie i deflektory strumienia powietrza na przednich słupkach w celu zmniejszenia szumu w czasie jazdy. Kratka wlotu powietrza do kabiny nawet w najdroższych modelach była już tylko czarna. Za dopłatą można było mieć ABS i poduszkę powietrzną kierowcy. Oprócz tego było mnóstwo innych, drobnych modyfikacji w konstrukcji i wyposażeniu.

## Sport
Mercedesy W123, z racji swoich predyspozycji, startowały głównie w rajdach długodystansowych. Ukazywały one niezawodność W123. Największym sukcesem było zwycięstwo modeli 280 E oraz 2, 6 i 8 miejsce w niezwykle wymagającym rajdzie Londyn – Sydney w roku 1977.

## Koniec produkcji
Produkcja typu W123 dobiegła końca odpowiednio: coupé – sierpień 1985 roku, sedan – listopad 1985 roku i kombi – styczeń 1986 roku. W ciągu 10 lat produkcji wyprodukowano niemal 2,7 miliona egzemplarzy wszystkich wariantów W123, wśród nich 2 375 440 sedanów, 13 700 przedłużonych limuzyn, 8373 nadwozi specjalnych, 199 517 kombi i 99 884 coupé. Następcy – niektóre modele z rodziny W124 – wprowadzone zostały na rynek już około rok przed zaprzestaniem produkcji W123, jednakże na nowe coupé chętni musieli poczekać ponad 18 miesięcy.

## Galeria

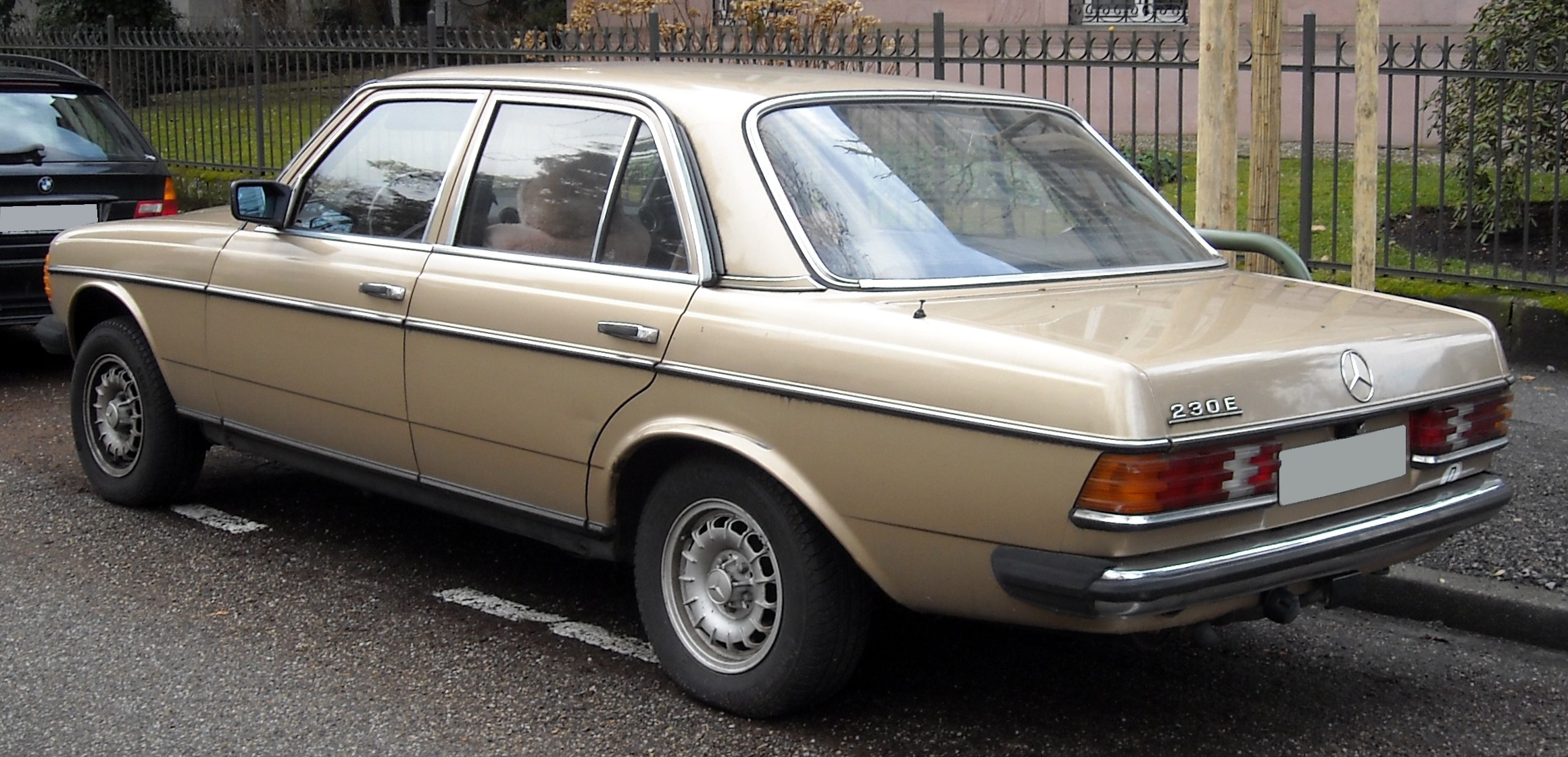
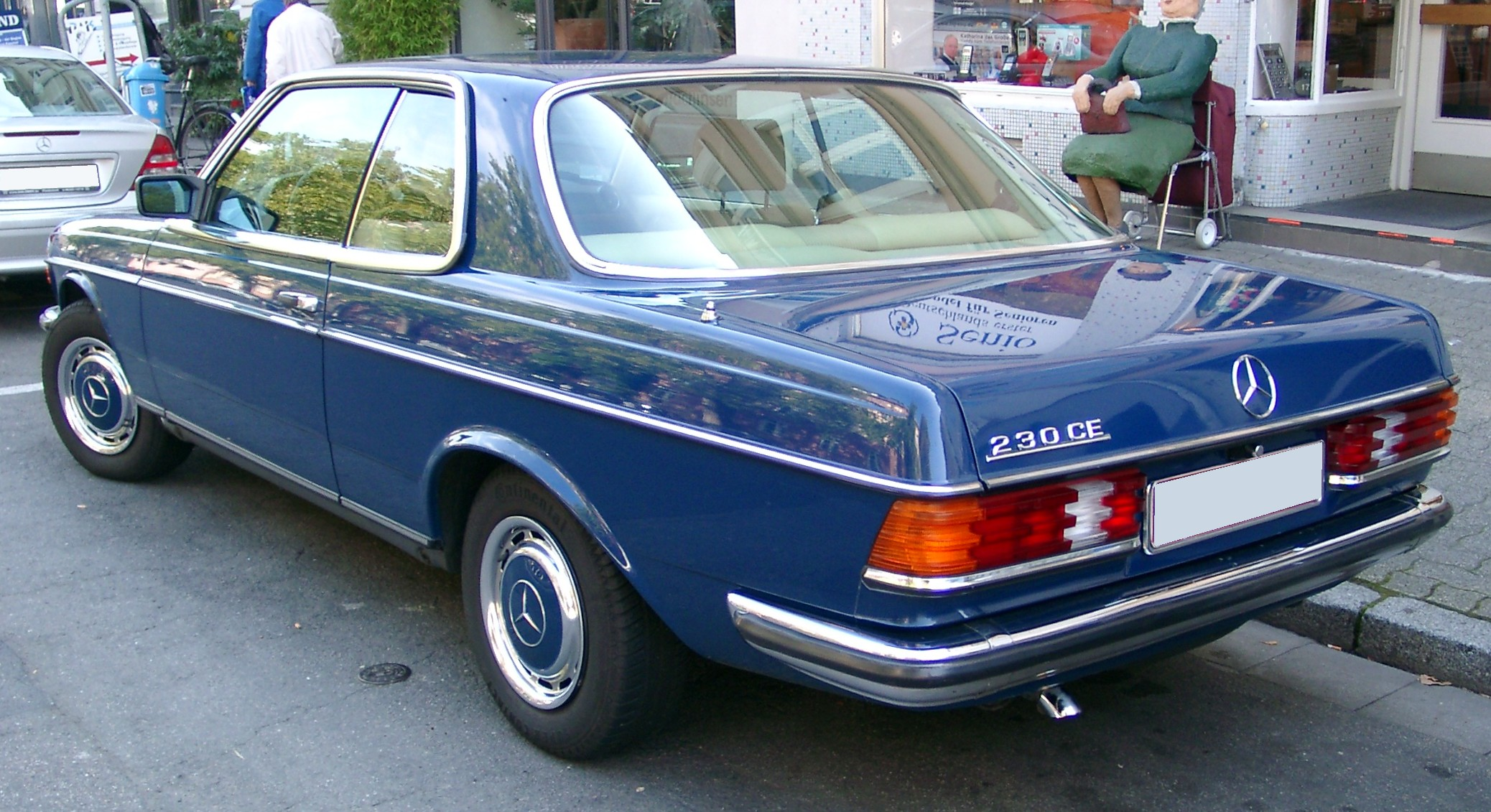
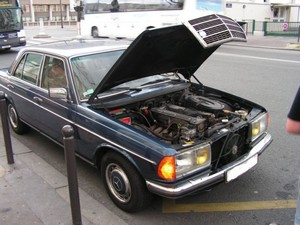
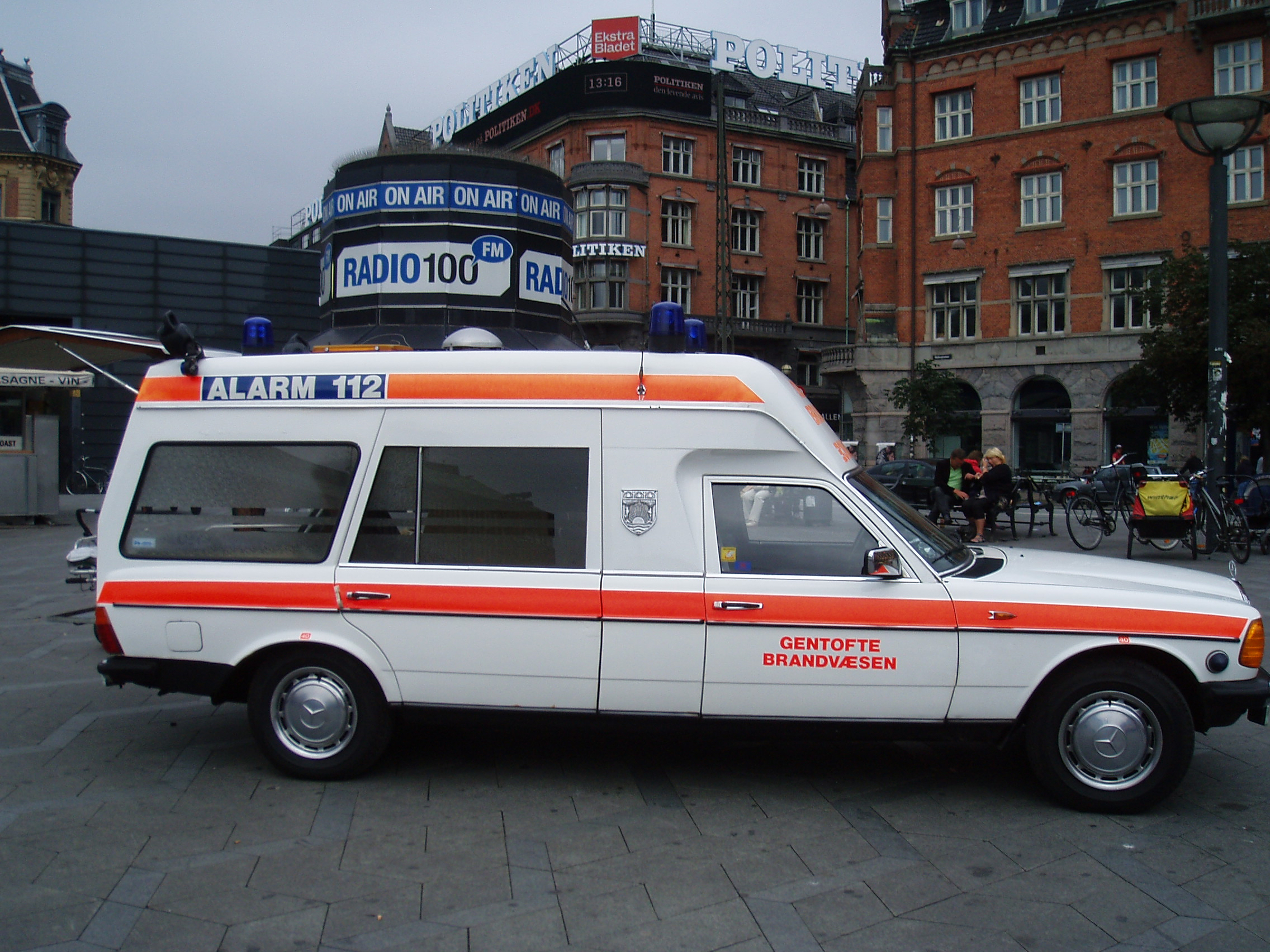
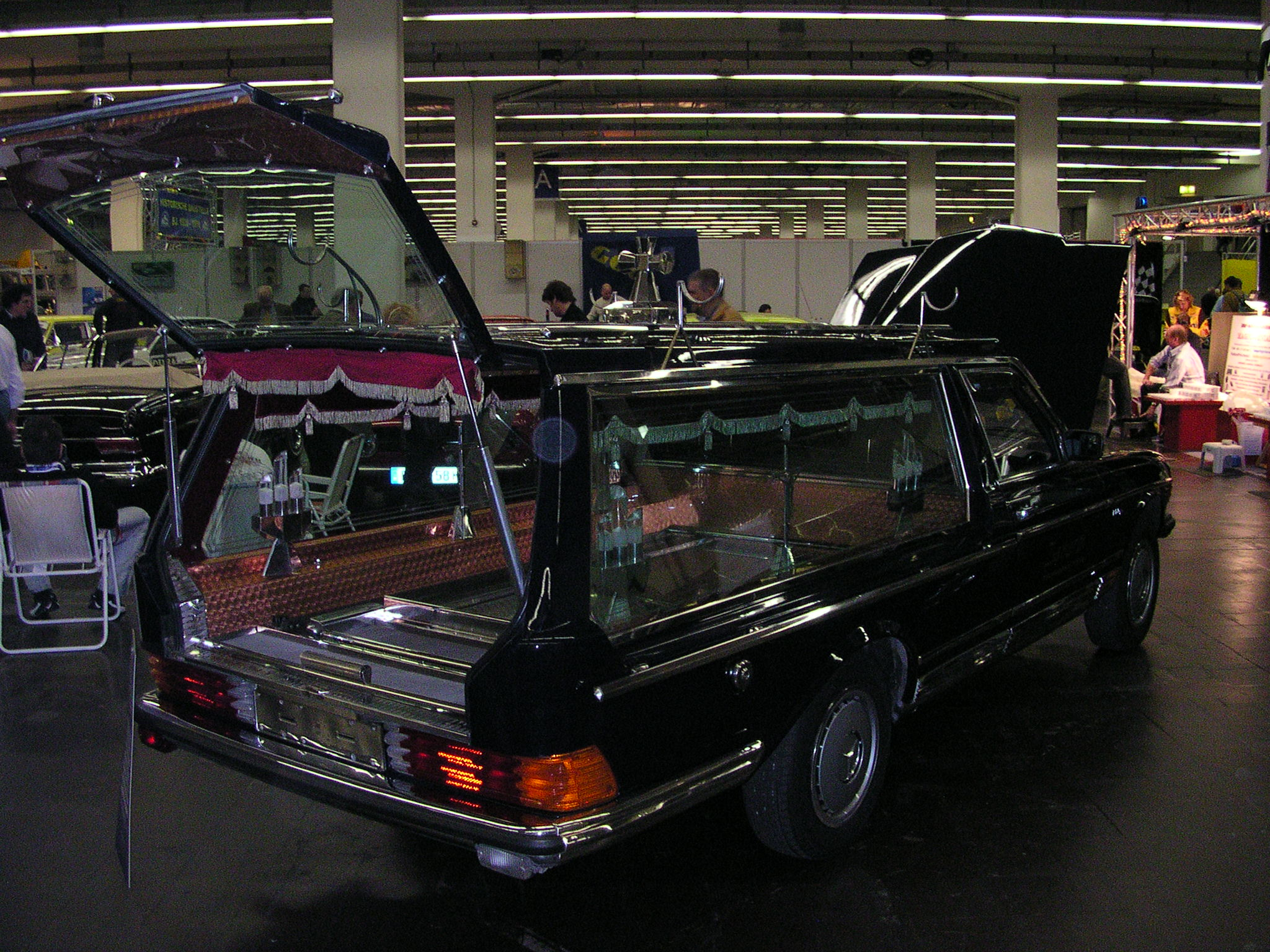
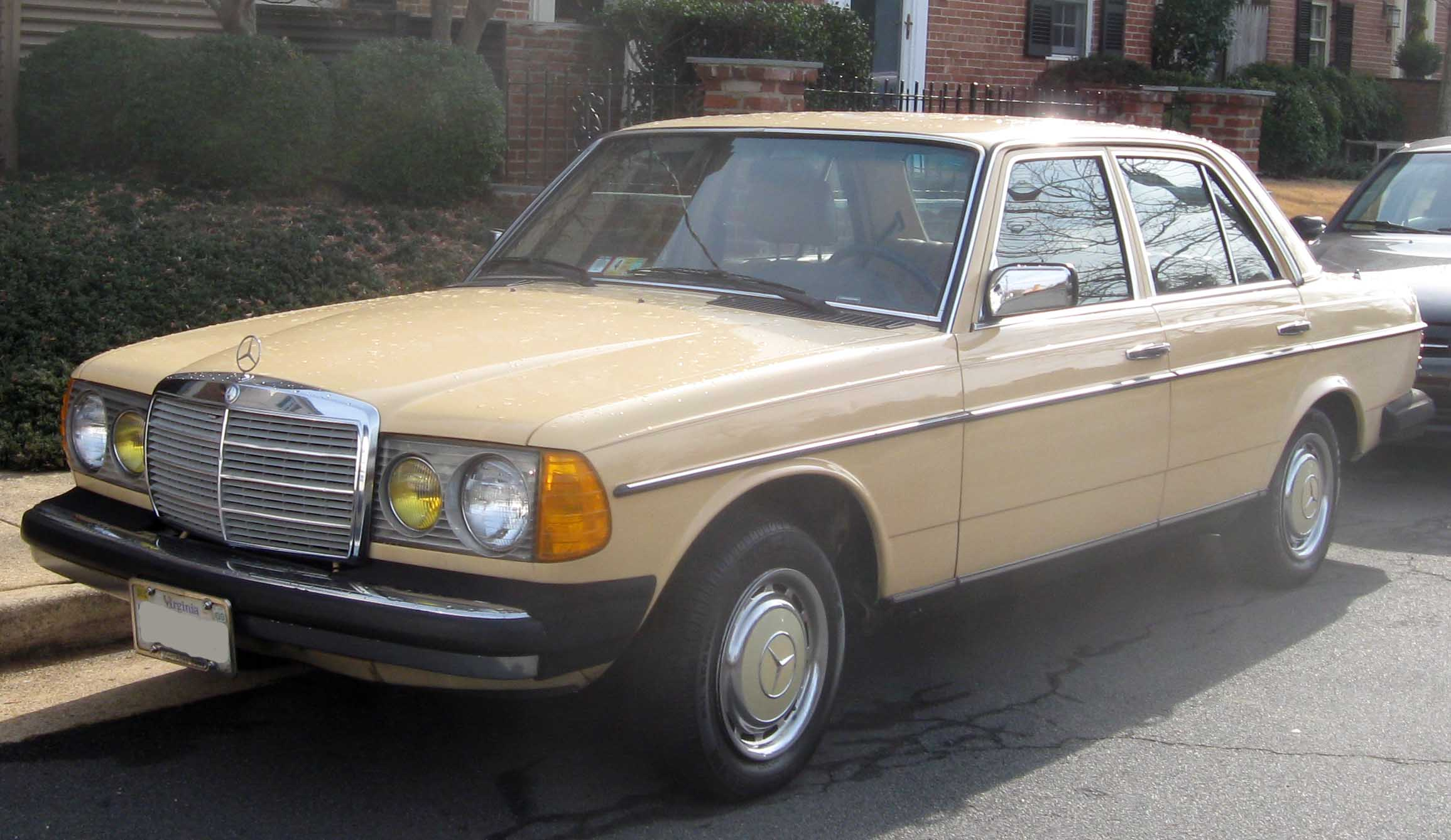

## Dane techniczne
| Wersja                    | Silnik:                          | Układ zasilania:        | Średnica × skok tłoka: | St. sprężania:     | Moc maksymalna:                     | Maks. moment obrotowy      | 0–100 km/h:              | V-max:                       |
| Silniki benzynowe:        | Silniki benzynowe:               | Silniki benzynowe:      | Silniki benzynowe:     | Silniki benzynowe: | Silniki benzynowe:                  | Silniki benzynowe:         | Silniki benzynowe:       | Silniki benzynowe:           |
| ------------------------- | -------------------------------- | ----------------------- | ---------------------- | ------------------ | ----------------------------------- | -------------------------- | ------------------------ | ---------------------------- |
| 200 odprężony (76-80)     | R4 2,0 l (1988 cm³), SOHC        | gaźnik Stromberg 175CDT | 87 × 83,6 mm           | b/d                | 84 KM (62 kW) przy 4800 obr./min    | 146 N•m przy 3000 obr./min | ~ 16 s                   | ~ 155 km/h                   |
| 200 odprężony (82)        | R4 2,0 l (1997 cm³), SOHC        | gaźnik Stromberg 175CDT | 89 × 80,25 mm          | b/d                | 101 KM (74 kW) przy 5000 obr./min   | 162 N•m przy 3000 obr./min | ~ 13,9 s                 | ~ 166 km/h                   |
| 200 (76-80)               | R4 2,0 l (1988 cm³), SOHC        | gaźnik Stromberg 175CDT | 87 × 83,6 mm           | 9,0:1              | 94 KM (69 kW) przy 4800 obr./min    | 158 N•m przy 3000 obr./min | 15,2 s 16,3 s (aut.)     | 160 km/h 155 km/h (aut.)     |
| 200                       | R4 2,0 l (1997 cm³), SOHC        | gaźnik Stromberg 175CDT | 89 × 80,25 mm          | 9,0:1              | 109 KM (80 kW) przy 5200 obr./min   | 170 N•m przy 3000 obr./min | 14,4 s                   | 168 km/h                     |
| 230 (76-80)               | R4 2,3 l (2307 cm³), SOHC        | gaźnik Stromberg 175CDT | 93,75 × 83,6 mm        | 9,0:1              | 109 KM (80 kW) przy 4800 obr./min   | 186 N•m przy 3000 obr./min | 13,7 s 13,9 s (aut.)     | 170 km/h 165 km/h (aut.)     |
| 230 E                     | R4 2,3 l (2299 cm³), SOHC        | wtryskBo K-Jet          | 95,5 × 80,25 mm        | 9,0:1              | 136 KM (100 kW) przy 5100 obr./min  | 205 N•m przy 3500 obr./min | 11,5 s 12,3 s (aut.)     | 180 km/h 175 km/h (aut.)     |
| 250 (76-79)               | R6 2,5 l (2525 cm³), SOHC        | gaźnik Solex            | 86 × 72,5 mm           | 8,7:1              | 129 KM (95 kW) przy 5500 obr./min   | 196 N•m przy 3500 obr./min | 11,5 s 12,4 s (aut.)     | 180 km/h 175 km/h (aut.)     |
| 250 (79-85)               | R6 2,5 l (2525 cm³), SOHC        | gaźnik Solex            | 86 × 72,5 mm           | 8,7:1              | 140 KM (103 kW) przy 5500 obr./min  | 200 N•m przy 3500 obr./min | 11,3 s 12,2 s (aut.)     | 185 km/h 180 km/h (aut.)     |
| 280                       | R6 2,7 l (2746 cm³), DOHC        | gaźnik Solex            | 86 × 78,8 mm           | 8,7:1              | 156 KM (115 kW) przy 5500 obr./min  | 223 N•m przy 4000 obr./min | 10,6 s 11,3 s (aut.)     | 190 km/h 185 km/h            |
| 280 E (76-78)             | R6 2,7 l (2746 cm³), DOHC        | wtrysk Bo K-Jet         | 86 × 78,8 mm           | 8,7:1              | 177 KM (130 kW) przy 6000 obr./min  | 234 N•m przy 4500 obr./min | 9,9 s 10,8 s (aut.)      | 200 km/h 195 km/h            |
| 280 E (78-85)             | R6 2,7 l (2746 cm³), DOHC        | wtrysk Bo K-Jet         | 86 × 78,8 mm           | 9,0:1              | 185 KM (136 kW) przy 5800 obr./min  | 240 N•m przy 4500 obr./min | 9,9 s 10,8 s (aut.)      | 200 km/h 195 km/h            |
| Silniki wysokoprężne:     |                                  |                         |                        |                    |                                     |                            |                          |                              |
| 200 D (do 79)             | R4 2,0 l (1988 cm³), SOHC        | pompa Bosch             | 87 × 83,6 mm           | 21,5:1             | 55 KM (40 kW) przy 4200 obr./min    | 113 N•m przy 2400 obr./min | 31,0 s 33,2 s (aut.)     | 130 km/h 125 km/h (aut.)     |
| 200 D (od 79)             | R4 2,0 l (1988 cm³), SOHC        | pompa Bosch             | 87 × 83,6 mm           | 21,5:1             | 60 KM (44 kW) przy 4400 obr./min    | 113 N•m przy 2400 obr./min | 27,4 s 29,4 s (aut.)     | 135 km/h 130 km/h (aut.)     |
| 220 D (do 79)             | R4 2,2 l (2197 cm³), SOHC        | pompa Bosch             | 87 × 92,4 mm           | 21,5:1             | 60 KM (44 kW) przy 4200 obr./min    | 126 N•m przy 2400 obr./min | 28,1 s 29,1 s (aut.)     | 135 km/h 130 km/h (aut.)     |
| 240 D (1976-78)           | R4 2,4 l (2404 cm³), SOHC        | pompa Bosch             | 91 × 92,4 mm           | 21,5:1             | 65 KM (48 kW) przy 4200 obr./min    | 137 N•m przy 2400 obr./min | 24,6 s 27,4 s (aut.)     | 138 km/h 133 km/h (aut.)     |
| 240 D (USA)               | R4 2,4 l (2399 cm³), SOHC        | pompa Bosch             | 90,9 × 92,4 mm         | 21,5:1             | 68 KM (50 kW) przy 4000 obr./min    | 132 N•m przy 2400 obr./min | ~ 22,1 s ~ 26,4 s (aut.) | ~ 145 km/h ~ 142 km/h (aut.) |
| 240 D (1978-85)           | R4 2,4 l (2399 cm³), SOHC        | pompa Bosch             | 90,9 × 92,4 mm         | 21,5:1             | 72 KM (53 kW) przy 4400 obr./min    | 137 N•m przy 2400 obr./min | 22,0 s 24,7 s (aut.)     | 143 km/h 138 km/h (aut.)     |
| 300 D US                  | R5 3,0 l (2998 cm³), SOHC        | pompa Bosch             | 90,9 × 92,4 mm         | 21,5:1             | 84 KM (62 kW) przy 4200 obr./min    | 163 N•m przy 2400 obr./min | 19,2 s                   | 150 km/h                     |
| 300 D (1976-79)           | R5 3,0 l (3005 cm³), SOHC        | pompa Bosch             | 91 × 92,4 mm           | 21,5:1             | 80 KM (59 kW) przy 4000 obr./min    | 172 N•m przy 2400 obr./min | 19,9 s 20,8 s (aut.)     | 148 km/h 143 km/h (aut.)     |
| 300 D (1979-85)           | R5 3,0 l (2998 cm³), SOHC        | pompa Bosch             | 90,9 × 92,4 mm         | 21,5:1             | 88 KM (65 kW) przy 4400 obr./min    | 172 N•m przy 2400 obr./min | 17,8 s 19,2 s (aut.)     | 155 km/h 150 km/h (aut.)     |
| 300 D Turbodiesel (81-82) | R5 3,0 l (2998 cm³), SOHC, turbo | pompa Bosch             | 90,9 × 92,4 mm         | 21,5:1             | 122 KM (89,5 kW) przy 4350 obr./min | 230 N•m przy 2400 obr./min | 14,0 s                   | 165 km/h                     |
| 300 D Turbodiesel (82-85) | R5 3,0 l (2998 cm³), SOHC, turbo | pompa Bosch             | 90,9 × 92,4 mm         | 21,5:1             | 125 KM (92 kW) przy 4350 obr./min   | 250 N•m przy 2400 obr./min | 14,0 s                   | 170 km/h                     |